# Franciszek Bujak (sędzia)
Franciszek Bujak (ur. 22 marca 1852 w Krakowie, zm. 30 września 1915 tamże) – polski prawnik, sędzia, poseł do austriackiej Rady Państwa.

## Życiorys
Ukończył gimnazjum św. Anny w Krakowie (1871), a następnie studia prawnicze na Uniwersytecie Jagiellońskim (1871–1875), uzyskując tytuł doktora prawa na Uniwersytecie Jagiellońskim w 1877. Auskultant w sądzie krajowym w Krakowie od listopada 1875, następnie adiunkt w sądzie okręgowym w Chrzanowie od 1882 i w Krakowie od 1884. W 1888 został zastępcą prokuratora w Prokuratorii Państwa w Nowym Sączu. W 1892 prezes sądu okręgowego cywilnego w Krakowie, następnie radca sądu krajowego, a od 1911 prezes sądu obwodowego w Wadowicach.
Radny miasta Krakowa 1903–1908. Wybrany do austriackiej Rady Państwa XI kadencji (1907–1911) z okręgu 40 (Kraków – Podgórze – Wieliczka – Dobczyce). W parlamencie należał do grupy posłów demokratycznych Koła Polskiego w Wiedniu. W 1898 odznaczony Krzyżem Kawalerskim Orderu Franciszka Józefa.
Pochowany na cmentarzu Rakowickim w Krakowie (pas 3).

## Stosunki rodzinne
Syn Grzegorza Bujaka, nadzorcy teatrów w Krakowie. Żonaty ze Stanisławą Pszornową. Miał syna i dwie córki.